# Frente de Sirmia
El Frente de Sirmia (serbio: Sremski front; serbio cirílico: Сремски фронт; bosnio y croata: Srijemski front) fue una línea defensiva de las fuerzas del eje durante la Segunda Guerra Mundial. Se estableció a finales de octubre de 1944 en las regiones de Sirmia y este de Eslavonia, al noroeste de Belgrado, en Yugoslavia.
Tras la liberación de Belgrado de la ocupación alemana a cargo de los partisanos yugoslavos y el Ejército Rojo a finales de 1944, la Wehrmacht en retirada y las fuerzas armadas de sus aliados croatas emprendieron la construcción de fortificaciones para proteger la retirada de las tropas alemanas de los Balcanes. El ejército yugoslavo, con la ayuda de sus aliados soviéticos, y fuerzas búlgaras e italianas, se enfrentó a alemanes y croatas en una difícil campaña de invierno y finalmente logró romper el frente el 12 de abril de 1945.
Tras la ruptura del frente de Sirmia, la Yugoslavia ocupada fue liberada.

## Contexto e importancia
Tras el avance entre septiembre y octubre de 1944 en Rumanía y Bulgaria, el Ejército Rojo, junto con las fuerzas yugoslavas, liberó Belgrado, el nudo central de comunicaciones de los Balcanes. Debido a la actividad de los partisanos yugoslavos, con una serie de sabotajes organizados contra los alemanes, y la presión del ejército búlgaro, las fuerzas alemanas no pudieron desplegar a tiempo en la zona las tropas del Grupo de Ejércitos E que tenían desplegado en Grecia. El Ejército Rojo decidió explotar este retraso del Ejército E y continuar con el avance de su 3.º Frente Ucraniano desde Belgrado al suroeste de Hungría. El objetivo del avance combinado de las fuerzas de la Unión Soviética y Yugoslavia a través de Sirmia era separar y proteger este ataque principal en Hungría de la presión lateral del Grupo de Ejércitos E desde el sur.
Desde septiembre de 1944 a enero de 1945, el Grupo alemán de Ejércitos E abrió una vía de escape a través de Macedonia, Kosovo, Sandžak y Bosnia, encontrándose en esa situación sumamente dependiente de la vía de comunicación Sarajevo-Slavonski Brod. Por esta razón, era de vital importancia para ellos defender la zona de Slavonski Brod, que se encontraba amenazada por el avance partisano y soviético a través de la región de Sirmia. Para evitar el corte de la vía de escape de las fuerzas del Grupo E, el mando alemán Sudoriental preparó siete sucesivas líneas defensivas fortificadas entre el Danubio y el Sava entre Ruma y Vinkovci. La campaña de Sirmia consistió en intentos yugoslavos de romper las defensas y la resistencia alemana por la defensa de las líneas que protegían sus vías de escape.

## Operaciones
En el Frente de Sirmia se vivieron algunos de los combates más intensos en Yugoslavia durante la Segunda Guerra Mundial. Se prolongó durante casi seis meses. Como la mayor parte del Ejército Rojo que participó en la ofensiva de Belgrado continuó su ofensiva hacia Hungría, el reforzado ejército partisano yugoslavo, curtido en la guerra de guerrillas en el terreno montañoso de los Alpes Dináricos en Bosnia, debió adaptarse a luchar en un frente de trincheras fuertemente defendido por el Eje en los planos suelos de la Llanura Panónica. Jóvenes de Voivodina y Serbia Central, regiones recién liberadas, fueron captados en masa y enviados al frente, aunque la cantidad de entrenamiento que recibieron y el número de víctimas permanecen en disputa.
Aunque la mayor parte del tiempo se mantuvo estabilizado, el frente se trasladó varias veces, por lo general hacia el oeste, hacia donde las fuerzas del Eje eran rechazadas. Los combates comenzaron al este de Ruma, en la Voivodina, y se estabilizaron en enero de 1945 al oeste de Šid, ciudad que cambió de manos debido a los contraataques del Eje. 
A finales de marzo y principios de abril de 1945, unidades del ejército yugoslavo montaron una ofensiva general en todos los frentes. El 1.º Grupo de Ejércitos, comandado por el general Peko Dapčević, rompió a través de las defensas del XXXIV Cuerpo de Ejército de defensa alemán el 12 de abril de 1945, capturando rápidamente a las ciudades de Vukovar, Vinkovci y Županja, avanzando a través de Eslavonia hacia Slavonski Brod y Zagreb en el último mes de la guerra. Más al norte, el 3.º Grupo de Ejércitos, al mando del general Kosta Nađ, culminó la liberación total de la Voivodina, Eslavonia y Baranya. En la parte final de la guerra, el 3.º Ejército alcanzó Batina, penetró rápidamente a través del Drava e irrumpió en territorio austríaco por Estiria para eliminar las últimas unidades enemigas en Klagenfurt, y el 15 de mayo liberó Celje y Maribor, ya en Eslovenia.

## Fases

Estado del frente entre octubre de 1944 y abril de 1945:

La campaña estuvo dividida en cuatro fases distintas:
- La primera fase duró desde el 24 de octubre hasta finales de diciembre de 1944, y se caracterizó por el avance lento pero constante de las fuerzas yugoslavas y soviéticas desde la primera hasta la séptima y última línea fortificada alemana de defensa, mediante feroces batallas y grandes pérdidas en ambos bandos.[5]

- En la segunda fase, del 3 al 26 de enero de 1945, los alemanes, con la llegada del poderoso XXXIV Cuerpo de Ejército del Grupo de Ejércitos E, realizaron un contraataque (la Operación Tormenta de Invierno), y consiguieron recuperar terreno y fijar el frente en Sirmia (Línea Nibelungo), infligiendo graves pérdidas al ejército yugoslavo.[6]

- La tercera fase correspondió a un período de estancamiento entre el 26 de enero y el 12 de abril de 1945. En este ambas partes realizaron solamente actividades de reconocimiento limitado.[7]

- La cuarta y última fase comenzó con la apertura de una brecha en las defensas alemanas el 12 de abril; los yugoslavos infligieron copiosas pérdidas al enemigo y libraron feroces batallas con el Grupo de Ejércitos E en retirada.[8]

## Represión
Según el historiador serbio Srđan Cvetković, los partisanos utilizaron el frente como una alternativa a las represalias contra individuos percibidos como colaboradores o que mantuvieran valores opuestos al comunismo (los "enemigos del pueblo"), lo que deparó la muerte de miles de jóvenes burgueses de Belgrado y otras ciudades serbias recientemente capturados. Según Cvetković, otros opositores al comunismo o colaboradores de los alemanes capturados fueron enviados al frente en lugar de ser eliminados de forma explícita.